# 蛇矛
蛇矛，亦稱為虵矛、丈八點鋼矛，是中國古代武器的一種，在一些古典小說裡經常出現。蛇矛的用法與一般的矛大致相同，主要架式為刺、挑、戮、劃等，具有一往直前的突擊能力。使用者的臂力愈大，蛇矛愈有把攻擊對象穿透的強力效果。

## 特徵
蛇矛的最大特徵，在於其矛頭的金屬位置形如彎曲的蛇體，有著波浪式的曲線。矛尖形如蛇舌吐信，加強刺穿對象的威力。在中國小說中，最常見的蛇矛種類是「丈八蛇矛」，當中尤以《三國演義》內蜀漢將領張飛所使用者最為著名。所謂「丈八」，指的是矛的長度。劉熙《釋名》中提到「矛長丈八曰矟，馬上所持」，是丈八矛的原型。根據三國時代的度量衡，一丈約有242公分長，所以「丈八（一丈八尺）」的度長大約有4米多。這類以長度見稱的丈八蛇矛，使用時有一定的困難。
古代冶煉技術不高，把矛刃鑄成波浪形蛇狀，能在刃身加長的同時，仍維持一定的強度。此外在應用上，當運用沉勁時，波浪形矛刃亦增加了拉扯的阻力，提供奪人兵刃的效果，與一般長矛使用上稍有不同。

## 歷史上的蛇矛
史書上亦曾出現過蛇矛的蹤影。《晉書》記載：「陳安左手奮七尺大刀，右手執丈八蛇矛。」陳安是兩晉時代的猛將，他所使用的蛇矛更成為了他武勇的象徵。
“丈八長矛”又稱為“矟”，字或作“𣓞（槊）”、“鎙”,又音轉作“銏”。《釋名》：“矛長丈八尺曰矟，馬上所持，言其矟矟便殺也。”《玄應音義》卷2“矛矟”條：“矟，或作𣓞，北人俗字也。或作銏，江南俗字也。”又卷4“錐銏”條、卷11“矟刺”條略同。《玄應》三卷並引《埤蒼》：“矟長一丈八尺也。”錢坫曰：“銏、矟為聲之轉，故俗亦以銏為矟。”《類聚》卷60引《通俗文》：“矛丈八者謂之矟。”《廣韻》：“矟，矛屬，《通俗文》：‘矛丈八者謂之矟。’槊，上同。”《集韻》：“矟、槊、鎙：長矛，或作槊，亦从金。”《類聚》卷60引晉傅玄詩：“彎我繁弱弓，弄我丈八矟。”《釋迦譜》卷4：“皆捨刀劍弓弩矛銏長鉤。”宋、元、明本“銏”作“矟”。李祥林謂“蛇矛”是“矟矛”音近訛誤，非也。“蛇”、“矟”古音不得相轉。上引《隴上歌》“丈八虵矛左右盤”，《書鈔》卷124引《靈鬼志》：“關西為之歌曰：‘壟上健兒字陳安，頭細面狹腹中寬，丈八大矟左右盤。’”《類聚》卷60引作“大槊”，《御覽》卷354引作“長槊”。尤足證明“丈八虵矛”即指“丈八長槊”，而不是指短矛的“鉈”，與《韓詩外傳》卷4的“虵”不是一物。

## 文學中的蛇矛

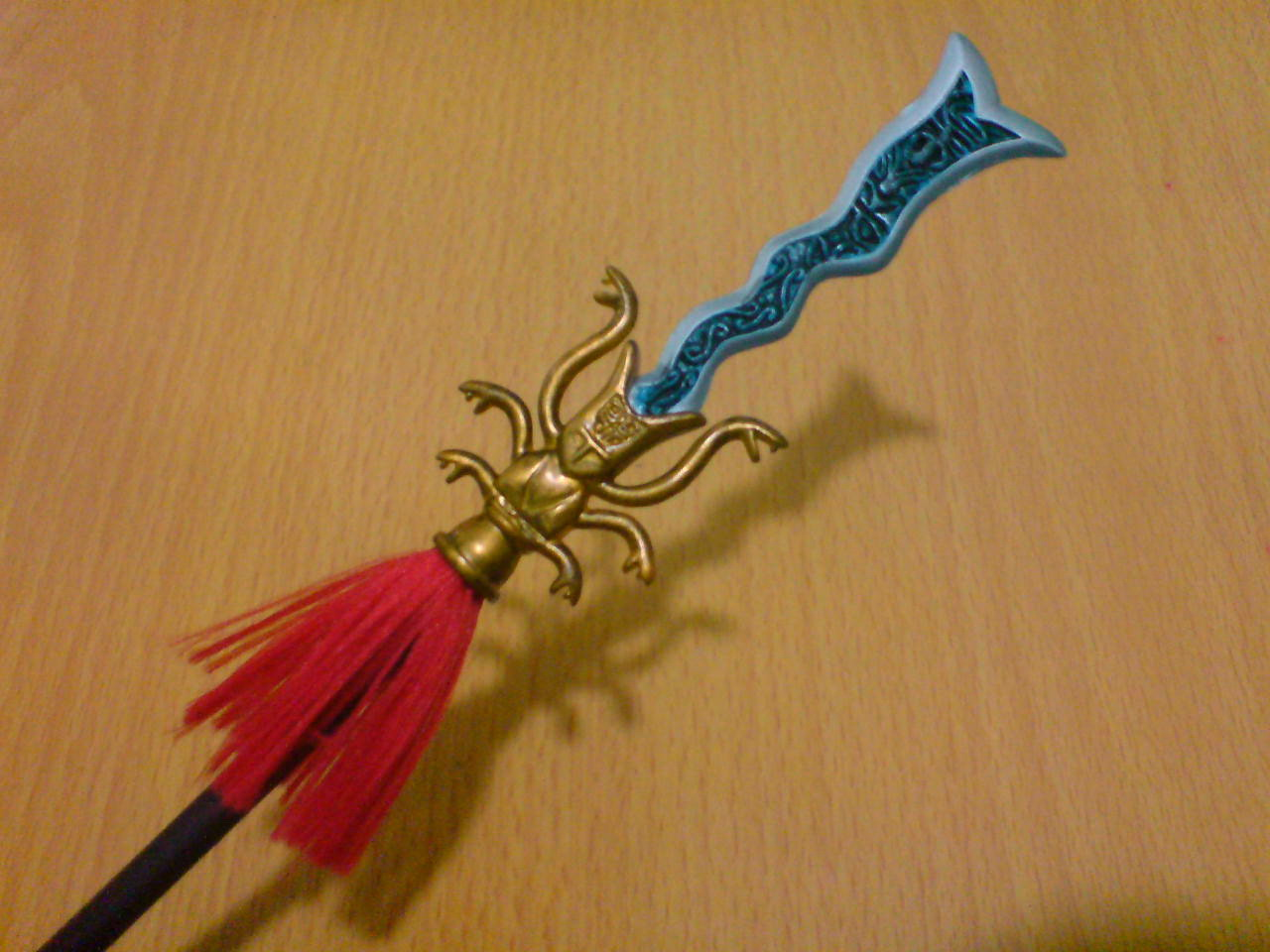
日本遊戲《真·三國無雙》中的丈八蛇矛（模型產品）

歷代文學作品中亦有提及蛇矛。唐代李白《送外甥鄭灌從軍其二》有「丈八蛇矛出隴西，彎弧拂箭白猿啼」句。杜牧詩作《郡齋獨酌》中有「犀甲吳兵鬥弓弩，蛇矛燕戟馳鋒鋩」句。張建封《酬韓校書愈打球歌》有「不能無事習蛇矛，閑就平場學使馬」句。李紳《到宣武三十韻》有「龍節雙油重，蛇矛百練明」句。皮日休《太湖詩·石板》中有「中若瑩龍劍，外唯疊蛇矛」句。陸龜蒙《村夜二篇》中有「遇敵舞蛇矛，逢談捉犀柄」句。詩僧皎然《武源行贈丘卿岑》中有「胸中豹略張陣雲，握內蛇矛揮白雪」句。溫庭筠《病中書懷呈友人》中亦有「蛇矛猶轉戰，魚服自囚拘」句。明代謝肇淛《五雜俎·人部一》：「陳安刀矛并發，十傷五六，一時目為壯士，而平先搏戰，三交，奪其虵矛，懸頭澗曲，易若探囊。」魯迅小說《吶喊》亦有稍提及過蛇矛：「他兩手同時捏起拳頭，彷彿握著無形的蛇矛模樣。」
羅貫中章回小說《三國演義》第一回記載「張飛造丈八點鋼矛」，第五回又提到「傍邊一將，圓睜環眼，倒豎虎鬚，挺丈八蛇矛，飛馬大叫」從此蛇矛就成為了張飛的象徵武器；張飛死後，其子張苞亦「挺父所使丈八點鋼矛」為用。在大部份關於三國的人物像、動畫、漫畫、遊戲等相關創作中，張飛的武器都被設定為「丈八蛇矛」。同小說中，東吳大將程普亦用「鐵脊蛇矛」。《水滸傳》中，一百零八名好漢之中，「豹子頭」林沖、「跳澗虎」陳達使用丈八蛇矛（因此林沖的贊詩中稱其「滿山都喚小張飛」）。《封神演義》中北伯侯崇侯虎之子崇應彪也使丈八蛇矛。《大明英烈傳》中的常遇春，亦是使用丈八蛇矛的猛將。

## 備註
1. ↑  瀚典：關於「一丈八」的文獻搜查：多數的「一丈八」都對應「一丈八尺」。雖非鐵證，且備為據。
2. ↑  參見《封神演義》第二十八回「子牙兵伐崇侯虎」。
3. ↑  參見《大明英烈傳》第三十七回「開明王應戰赴疆場　無敵將增援奔前敵」。